# Effusions
Albums de Diane Dufresne
Diane Dufresne / Kurt Weill / Yannick Nézet-Séguin
(2005) Diane Dufresne et Les Violons du Roy
(2013)
Effusions est le treizième album studio de la chanteuse québécoise Diane Dufresne.

## EffusionsCD

### Liste des titres
| No  | Titre                                            | Paroles                     | Musique         | Durée |
| --- | ------------------------------------------------ | --------------------------- | --------------- | ----- |
| 1.  | Partager les anges                               | Roger Tabra                 | Sylvain Michel  | 4:19  |
| 2.  | J't'aime plus que j't'aime                       | Diane Dufresne              | Marie Bernard   | 4:55  |
| 3.  | Le dernier aveu                                  | Catherine Lara, J.J Thibaud | Catherine Lara  | 3:22  |
| 4.  | L'enfant prodige (Hommage à André Mathieu)       | Diane Dufresne              | Alain Lefèvre   | 3:15  |
| 5.  | Si tu crois (composé vers l'âge de 15 ans, 1944) | Jean Laforest               | André Mathieu   | 3:00  |
| 6.  | Psy quoi encore                                  | Martine Coupal              | Catherine Major | 4:34  |
| 7.  | Noire sœur                                       | Michel Rivard               | Michel Rivard   | 4:13  |
| 8.  | Passé date                                       | Diane Dufresne              | Marie Bernard   | 4:28  |
| 9.  | L'été n'aura qu'un jour                          | Diane Dufresne              | Sylvain Michel  | 4:10  |
| 10. | Mille et une nuits                               | Diane Dufresne              | Alain Sauvageau | 3:52  |
| 11. | Terre Planète bleue                              | Hubert Reeves               | Marie Bernard   | 7:13  |
| 12. | Peindre des toiles                               | Daniel Bélanger             | Daniel Bélanger | 4:34  |

## Crédits
- Musiciens :
  - Piano : Alain Lefèvre, Marie Bernard
  - Guitare : Michel Cusson, Rick Hayworth
  - Basse : Michel Cusson, Michel Légaré
  - Batterie : Sylvain Clavette, Paul Brochu
  - Ruan : Michel Cusson
  - Kora : Nathalie Cora
  - Duduk, Shakuhachi, Quenacho : Michel Dupire
  - Ehru (violon chinois) : Marie-Soleil Bélanger
  - Violons : Olivier Thouin, Christian Prévost, Mélanie Vaugeois, Mélanie Belair
  - Alto : Yukari Cousineau, Ligia Paquin
  - Vielle à roue : Silvy Grenier
  - Violoncelle : Carla Antoun, Sheila Hannigan
  - Ondes Martenot : Marie Bernard
  - Contrebasse : Marc Denis, Michel Donato, Frédéric Alarié
  - Flûte baroque : Gilles Plante
  - Harpe de la renaissance : Madeleine Plante
  - Orgue Portatif : Diane Plouffe-Plante
  - Bandonéon : Denis Plante
  - Percussions : Michel Cusson, Michel Dupire
- Design sonore : Akido
- Direction du "Chœur des terriens" : Monique Fauteux
- Programmation : Marie Bernard
- Arrangement musical : Marie Bernard, Denis Plante, Michel Cusson
- Direction musicale : Marie Bernard
- Enregistrement : Charles-Antoine L'Écuyer
- Ingénieur du son Diane Dufresne : Toby Gendron assisté de Lilianne Munyandinda
- Ingénieur du son piano d'Alain Lefèvre : Guy Hébert assisté de Daniel Cinelli
- Ingénieur du son "Terre planète bleue" : Sylvain Clavette
- Ingénieur du son "Chœur des Terriens" : Dominic Despins
- Réalisation : Michel Cusson (Titre 10)
- Mastering : Guy Hébert
- Photos : Caroline Laberge, Caroline Bergeron
- Photo de Diane Dufresne : René De Carufel
- Peintures : Diane Dufresne
- Graphisme : Jean-Charles Labarre (d'après une idée originale de Caroline Laberge)
- Coordonnateur : Richard Langevin
- Direction artistique : Diane Dufresne
- Réalisation : Diane Dufresne (en collaboration avec Toby Gendron et Marie Bernard)
- Producteur : Disques Présence, Les Productions Jean-Pier Doucet
- Producteur Délégué : Richard Langevin, Progressif